# Víctor Zavala
Víctor Agustín Zavala Bravo (* 15. Dezember 1890 in Linares; † 27. September 1972 ebenda) war ein chilenischer Fußballspieler. Der Abwehrspieler absolvierte zwei Länderspiele für Chile. 

## Karriere

### Verein
Auf Vereinsebene spielte Víctor Zavala 1922 für den Linares FC. Mehr ist über seine Vereinskarriere nicht bekannt.

### Nationalmannschaft
Víctor Zavala debütierte beim Campeonato Sudamericano 1922 in Brasilien bei der 0:3-Niederlage gegen den Gastgeber. Beim Turnier absolvierte er nur sein Debütspiel, Chile wurde mit einem Punkt aus vier Spielen Turnierletzter. Kurz nach dem Turnier kam Zavala noch beim Freundschaftsspiel gegen Argentinien zum Einsatz. Dies war das letzte Länderspiel des Defensivakteurs.